# Onesia erlangshanensis
Onesia erlangshanensis este o specie de muște din genul Onesia, familia Calliphoridae, descrisă de Feng în anul 1998. Conform Catalogue of Life specia Onesia erlangshanensis nu are subspecii cunoscute.